# Spindasis masilikazi
Spindasis masilikazi är en fjärilsart som beskrevs av Hans Daniel Johan Wallengren 1857. Spindasis masilikazi ingår i släktet Spindasis och familjen juvelvingar. Inga underarter finns listade i Catalogue of Life.